# Кад би још једном покушали
Кад би још једном покушали је осми студијски албум певачице Снежане Ђуришић. Објављен је 14. јануара 1986. године за ПГП РТБ. Продуцент албума је Миша Мијатовић.

## Песме на албуму
| Бр. | Песма                      | Музика              | Текст                           | Аранжман       |
| --- | -------------------------- | ------------------- | ------------------------------- | -------------- |
| 1.  | Кад би још једном покушали | Миша Мијатовић      | Горан Лозанац/Радмила Тодоровић | Миша Мијатовић |
| 2.  | Пуче јелек, пуче брука     | Миша Мијатовић      | Радмила Тодоровић               | Миша Мијатовић |
| 3.  | Вараш ме, мангупе          | Миша Мијатовић      | Душко Петровић                  | Миша Мијатовић |
| 4.  | Ти си мени био све         | Миша Мијатовић      | Радмила Тодоровић               | Миша Мијатовић |
| 5.  | Да те делим с другим нећу  | Миша Мијатовић      | Сретен Гајић                    | Миша Мијатовић |
| 6.  | Наше тајне чува воденица   | Раде Вучковић       | Раде Вучковић                   | Миша Мијатовић |
| 7.  | Није он као ти             | Љубо Кешељ          | Суада Демировић                 | Миша Мијатовић |
| 8.  | Шта она има што немам ја   | Предраг Неговановић | Богдан Остојић/Мирољуб Живковић | Миша Мијатовић |
| 9.  | Пољуби ме и иди            | Раде Вучковић       | Раде Вучковић                   | Миша Мијатовић |
| 10. | Мераклијско Врање          | Радослав Граић      | Светислав Вуковић               | Миша Мијатовић |

## Информације о албуму
- Музички продуцент: Миша Мијатовић
- Оркестар Мише Мијатовића
- Сниматељ: Драган Вукићевић
- Фотографије: Мића Исаиловић
- Дизајн: Иван Ћулум